# Creation Museum
Le Creation Museum est un musée situé à Petersburg, dans le Kentucky, aux États-Unis. Les origines de l'univers, de la vie et de l'humanité y sont présentées conformément à une lecture littérale du livre de la Genèse.

## Histoire
Le musée a été fondé en 2007 par l'association chrétienne de promotion du créationnisme Answers in Genesis. Il a couté vingt-sept millions de dollars. Il a ouvert ses portes le 28 mai 2007, et a accueilli 250 000 visiteurs au cours de ses six premiers mois d'existence.

## Expositions
L'évolution y est rejetée, la Terre et les formes de vie qui s'y trouvent ayant, aux yeux des concepteurs du musée, été créées en six jours il y a environ six mille ans. On peut ainsi y voir coexister les hommes et les dinosaures. Les théories exposées au Creation Museum contredisent l'avis de l'immense majorité de la communauté scientifique qui a vivement critiqué la construction du musée.